# Вильгельм II (граф Юлиха)

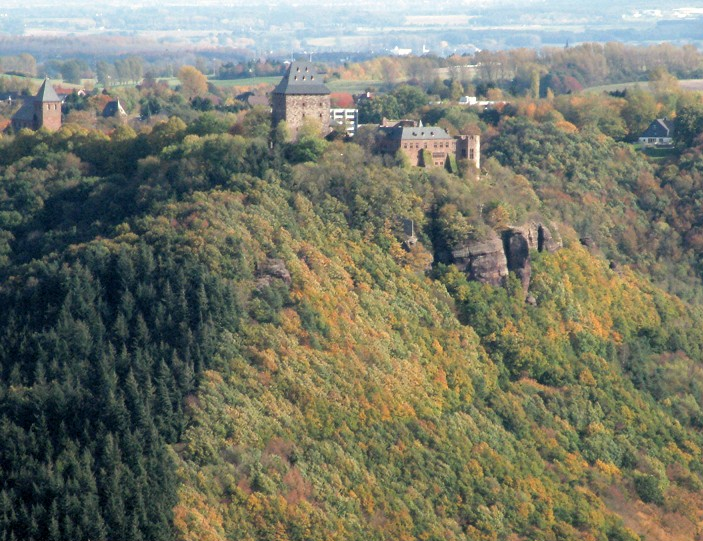
Бург Нидегген

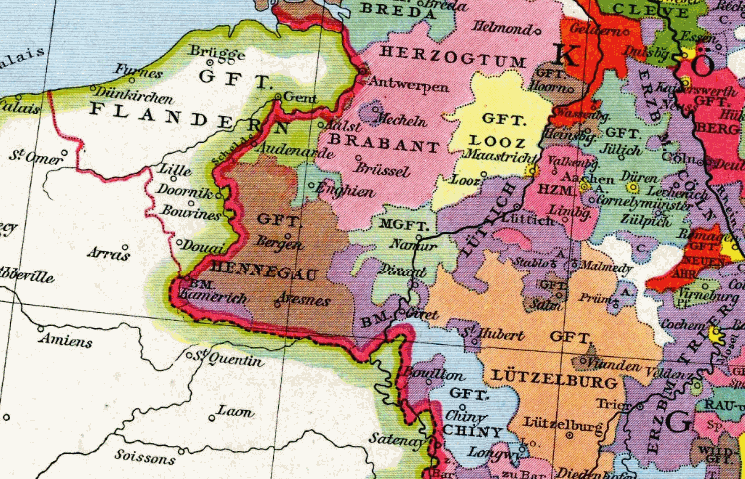
Графство Юлих на карте северо-западной Германии начала XIII в.

Вильгельм II Великий (нем. Wilhelm II. der Große von Jülich; ум. 1207) — граф Юлиха с 1176 года. Сын Вильгельма I. Последний представитель первой династии правителей Юлиха.

## Исторические сведения
В 1176 году Вильгельм II наследовал отцу. В его правление началась территориальная экспансия графства Юлих. После женитьбы на Альверардис, наследнице графства Мольбах, его влияние распространилось на район гор Айфель. Для упрочения позиций он построил замок Нидегген, который сделал своей резиденций.
Также Вильгельм II в результате борьбы с архиепископами Кёльна получил права фогтства в монастырях Святого Георгия и Святой Урсулы. Фогство в Зосте он продал графам Арнсберг.
С его смертью прекратилась первая династия правителей Юлиха. Графство унаследовал Вильгельм III — сын его сестры Ютты и Эберхарда I фон Хенгенбах.